# Challenger de Fairfield 2023
El torneo Fairfield Challenger 2023, denominado por razones de patrocinio Taube-Haase Pro Tennis Championship fue un torneo de tenis perteneció al ATP Challenger Tour 2023 en la categoría Challenger 75. Se trató de la 7ª edición; el torneo tendrá lugar en la ciudad de Fairfield (Estados Unidos), desde el 9 hasta el 15 de octubre de 2023 sobre pista dura al aire libre.

## Jugadores participantes del cuadro de individuales
| Favorito | País                      | Jugador                   | Rank1 | Posición en el torneo |
| -------- | ------------------------- | ------------------------- | ----- | --------------------- |
| 1        | Bandera de Estados Unidos | Alex Michelsen            | 110   | Cuartos de final      |
| 2        | Bandera de Estados Unidos | Nicolas Moreno de Alboran | 152   | Primera ronda         |
| 3        | Bandera de Estados Unidos | Denis Kudla               | 165   | Primera ronda         |
| 4        | Bandera de Estados Unidos | Zachary Svajda            | 170   | CAMPEÓN               |
| 5        | Bandera de Canadá         | Alexis Galarneau          | 174   | Primera ronda         |
| 6        | Bandera de Australia      | Adam Walton               | 199   | Primera ronda         |
| 7        | Bandera de Estados Unidos | Tennys Sandgren           | 204   | Segunda ronda         |
| 8        | Bandera de Suiza          | Alexander Ritschard       | 209   | Primera ronda         |

- 1 Se ha tomado en cuenta el ranking del 3 de octubre de 2023.

### Otros participantes
Los siguientes jugadores recibieron una invitación (wild card), por lo tanto ingresan directamente al cuadro principal (WC):
- Ozan Baris
- Thai-Son Kwiatkowski
- Aidan Mayo

Los siguientes jugadores ingresan al cuadro principal tras disputar el cuadro clasificatorio (Q):
- Stefan Dostanic
- August Holmgren
- Strong Kirchheimer
- Alfredo Perez
- Keegan Smith
- Learner Tien

## Campeones

### Individual Masculino
- Zachary Svajda derrotó en la final a  Nishesh Basavareddy, 6–4, 6–1

### Dobles Masculino
- Evan King /  Reese Stalder derrotaron en la final a  Vasil Kirkov /  Denis Kudla, 7–5, 6–3